# Carlos E. Chardón Palacios
Carlos Eugenio Chardón Palacios (28 de septiembre de 1897-7 de marzo de 1965), fue un naturalista puertorriqueño, nacido en la localidad de Ponce. Estudió en el Colegio de Agricultura y Artes Mecánicas del pueblo de Mayagüez, en el oeste de la isla de Puerto Rico. Investigó sobre los parásitos de plantas alimenticias, identificando el agente transmisor de la enfermedad de la caña de azúcar llamada "mosaico".
Fue el primer micólogo puertorriqueño. Ocupó importantes cargos públicos, entre los que se cuentan Administrador de la Puerto Rico Reconstruction Administration (PRRA) en Puerto Rico, comisionado de agricultura y comercio (1923-1930), canciller de la Universidad de Puerto Rico, director ejecutivo de la Autoridad de Tierras (1941-1942), entre otros, además de ser uno de los autores del Plan de Reconstrucción del Presidente Roosevelt para Puerto Rico (Plan Chardón).
Escribió un ensayo sobre Simón Bolívar, por el cual el gobierno de Venezuela le otorgó la Orden del Libertador.

## Obra
- Mycological Explorations of Colombia, 1930.

- Mycological Explorations of Venezuela, 1934.

- Viajes y Naturaleza (1941), describe sus viajes en EE. UU. y las Américas, y contribuciones de científicos latinoamericanos.

- Los Naturalistas en América Latina, 3 vols. 1949.
- La abreviatura «Chardón» se emplea para indicar a Carlos E. Chardón Palacios como autoridad en la descripción y clasificación científica de los vegetales.[6]